# Jynx
Jynx is een geslacht van vogels uit de familie van de spechten (Picidae). De wetenschappelijke naam werd in 1758 gepubliceerd door Carl Linnaeus in Systema naturae. Zowel de naam 'Jynx' als 'Torquilla' waren al langer in gebruik als geslachtsnaam voor de draaihals. Linnaeus geeft daarvoor referenties naar Pierre Belon, Conrad Gesner, Ulisse Aldrovandi, John Jonston, Francis Willughby, John Ray, Olof Rudbeck, Eleazar Albin en Johann Leonhard Frisch.

## Soorten
Het geslacht telt twee soorten.
- Jynx ruficollis – Afrikaanse draaihals
- Jynx torquilla – Draaihals